# Parallelia triplocyma
Parallelia triplocyma là một loài bướm đêm trong họ Erebidae.